# Kurt Thomas

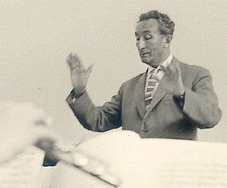
Kurt Thomas.

Georg Hugo Kurt Thomas, född 25 maj 1904 i Tönning, död 31 mars 1973 i Bad Oeynhausen, var en tysk tonsättare.
Thomas studerade vid Leipzigs musikkonservatorium, där han senare blev lärare i musikteori. I yngre år gjorde han sig främst känd för sina kyrkliga körverk, men skrev även kammarmusik, orgelstycken och sånger. Han väckte tidigt uppseende med sin vid musikfesten i Kiel 1925 framförda Mässa för två obeledsagade körer och soli. 